# Hoffa - Santo o mafioso?
Hoffa - Santo o mafioso? (Hoffa) è un film del 1992 diretto da Danny DeVito.
Il soggetto è basato sulla vita e sulla misteriosa morte del camionista e leader sindacalista Jimmy Hoffa. Benché registri i primi anni di Hoffa dal Michigan alla sua leadership a New York e a Washington fino alla sua morte in un sobborgo di Detroit, la maggior parte del film fu girata intorno a Pittsburgh con i punti di riferimento della città (come il Gateway Center nella scena dell'"Idlewild Airport") sotto forma di fondali per vari luoghi nel film.
Jack Nicholson interpreta James R. "Jimmy" Hoffa, con Danny DeVito nel ruolo di Robert "Bobby" Ciaro e di regista del film stesso. Il personaggio di Ciaro fu effettivamente spesso in associazione al personaggio di Hoffa durante quegli anni. Il film vede anche la partecipazione di John C. Reilly, Robert Prosky, Kevin Anderson, Armand Assante, J. T. Walsh ed il cameo di Tim Burton. La sceneggiatura è scritta da David Mamet. La colonna sonora originale è composta da David Newman. Il film è infine sottolineato dal sottotitolo "L'uomo che fu pronto a pagare il prezzo della povertà."

## Trama
1935. Un giovane Jimmy Hoffa esce dalla sua macchina e si avvicina a un camion. Dentro, Ciaro sta facendo un sonnellino. Hoffa insiste perché Ciaro gli faccia fare un giro, mentre spiega a Ciaro i benefici di essere un camionista. Hoffa esce nell'area di servizio dopo aver dato a Ciaro il suo biglietto. Alcuni giorni dopo, Ciaro annuncia al lavoro di aver trovato Hoffa nel tentativo di organizzare i lavoratori. Quando il suo boss trova Hoffa insieme a lui, Ciaro viene licenziato. Ciaro si avvicina ad Hoffa, ma viene convinto dal socio di quest'ultimo, Billy Flynn, mentre sta mirando, di non ucciderlo. I due portano via Ciaro per poi uccidere con una bomba a mano un operaio non cooperativo. Flynn viene assassinato, e sia Hoffa che Ciaro affermano alla polizia che Flynn stava tentando di salvare la vita di qualcuno nella lavanderia quando il posto ha preso fuoco. Flynn muore alcuni momenti dopo e Ciaro diviene presto socio di Hoffa.
Durante lo sciopero dei camionisti, quando gli scioperanti entrano in guerriglia contro la polizia, Hoffa viene preso da un paio di gangster per incontrare il boss mafioso locale. Ciaro, che parla italiano, lo accompagna. All'incontro, viene formata la prima alleanza tra i camionisti e la criminalità. A questo meeting, Hoffa incontra il giovane gangster Carol D'Allesandro, che sarebbe stata il suo alleato criminale per molti anni. A questo punto Hoffa sale alla presidenza della Fratellanza Internazionale dei Camionisti. Nel tempo le relazioni tra Hoffa e Robert Kennedy peggiorano, soprattutto dopo l'elezione di John Fitzgerald Kennedy a presidente e alla conseguente nomina di Robert Kennedy come procuratore generale. La tensione culmina in un match carico di urla tra i due uomini nell'ufficio di Kennedy. Ciaro viene scarcerato prima di Hoffa, e inizia a lavorare su un modo per liberarlo. A un incontro tra Ciaro e D'Allesandro, il gangster suggerisce l'appoggio dei camionisti all'elezione di Richard M. Nixon per presidente, con l'idea che se Nixon vince, un ufficiale favorevole si occuperebbe del rilascio di Hoffa.

## Critica
Il film non è stato ben accolto dalla critica: sul sito Rotten Tomatoes ha un indice di gradimento del 52%, con un voto medio di 5,5/10 basato su 25 recensioni.

## Riconoscimenti
- American Society of Cinematographers 1993:
  - Miglior Realizzazione di Fotografia (Stephen H. Burum)
- Political Film Society 1993:
  - Premio PFS: Exposé (Danny DeVito)
- Premi Oscar 1993:
  - Candidato per la Miglior Fotografia (Stephen H. Burum)
  - Candidato per il Miglior Trucco (Ve Neill, Greg Cannom, John Blake)
- Festival internazionale del cinema di Berlino 1993:
  - Candidato all'Orso d'oro
- Golden Globe 1993:
  - Candidatura al Golden Globe per il miglior attore in un film drammatico (Jack Nicholson)
- 2 nomination ai Razzie Awards 1993:
  - Peggior Attore (Jack Nicholson)
  - Peggior Regista (Danny DeVito)